# Мурафа (Винницкая область)
Мурафа (укр. Мурафа, пол. Morachwa, Murachwa, Morafa, Murafa) — село в Жмеринском районе Винницкой области Украины.
Код КОАТУУ — 0525381801. Почтовый индекс — 23530. Телефонный код — 4344. Занимает площадь 2,291 км².

## История
С середины 1580-х гг. земли при впадении речки Клекотины в Мурафу (левый приток Днестра) приобрёл снятынский староста князь М. Язловецкий. На территории села Верхняки он выстроил замок и заложил местечко, которое вначале называлось Райгродом, затем Новогродом, потом Клокотином и наконец Морахвой.

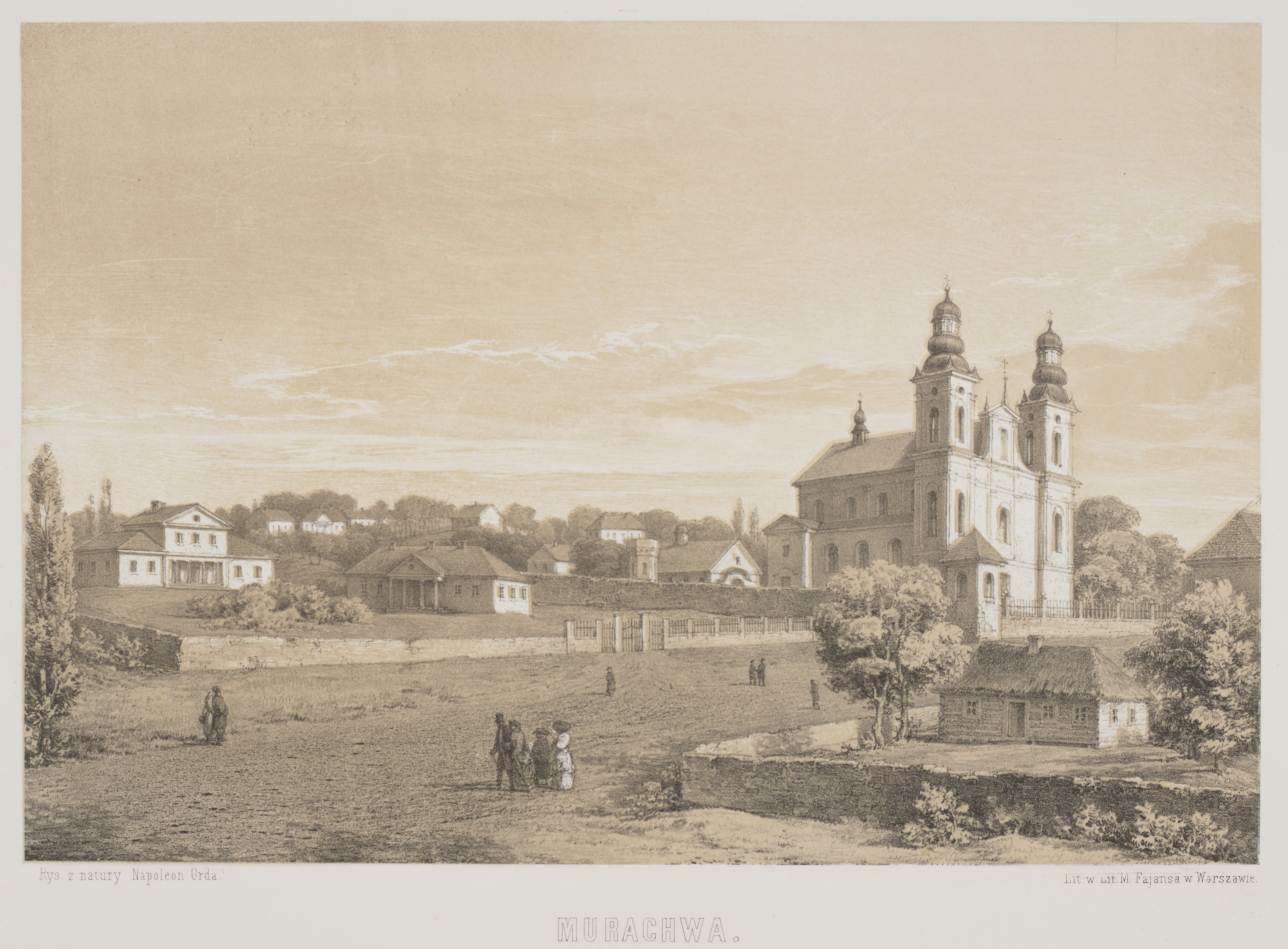
Мурафа на рисунке Н.Орды (1875)

В 1629 году Мурафа была пограничным городом Подольского воеводства. Сравнительно с другими поселениями воеводства, Мурафа с более чем трёхтысячным населением была большим городом.
После Второго раздела Польши в 1793 году местечко в составе Мурафы Старой и Новой, принадлежавших разным владельцам, было включено в Ямпольский уезд Подольской губернии.
Указом ПВС УССР от 29 сентября 1949 г. села Мурафа, Старая Мурафа и Травна объединены в один населённый пункт — село Жданово.
Решением исполнительного комитета Винницкого областного совета от 22 мая 1986 года село Жданово и посёлок Мурафа объединены в одно село Жданово.
До 1989 года называлось Жданово, после чего селу было возвращено историческое название.
С 2016 является административным центром Мурафской сельской общины.

## Население
Население по переписи 2001 года составляет 2739 человек.

### Известные люди
В селе Мурафа родились:
- Бернацкий, Бронислав (1944) — католический епископ.
- Будкер, Герш Ицкович (1918—1977) — советский физик, академик АН СССР.
- Тубеншлак, Даниил Григорьевич (род. 1937) — советский и украинский спортсмен и тренер; Мастер спорта СССР.
- Серко, Иван Дмитриевич (1610—1680) — выдающийся украинский военачальник, кошевой атаман Запорожской Сечи.
- Пятковский, Ефим Давидович (1942—2024) — еврейский музыкант, педагог и композитор.

## Религия
В селе действует Свято-Покровский храм Шаргородского благочиния Могилёв-Подольской епархии Украинской православной церкви.

## Адрес местного совета
23530, Винницкая область, Шаргородский р-н, с. Мурафа, ул. Коцюбинского, 23